# Rue Lavoisier
La rue Lavoisier est une voie du 8e arrondissement de Paris.

## Situation et accès
Elle commence entre les nos 57 et 59 de la rue d'Anjou et se termine entre les nos 22 et 28 de la rue d'Astorg. Elle coupe le boulevard Malesherbes à hauteurs des nos 41 et 32.
Ce site est desservi par la station de métro Saint-Augustin.

## Origine du nom
Cette voie rend hommage au célèbre chimiste et fermier général Antoine Lavoisier (1743-1794).

## Historique

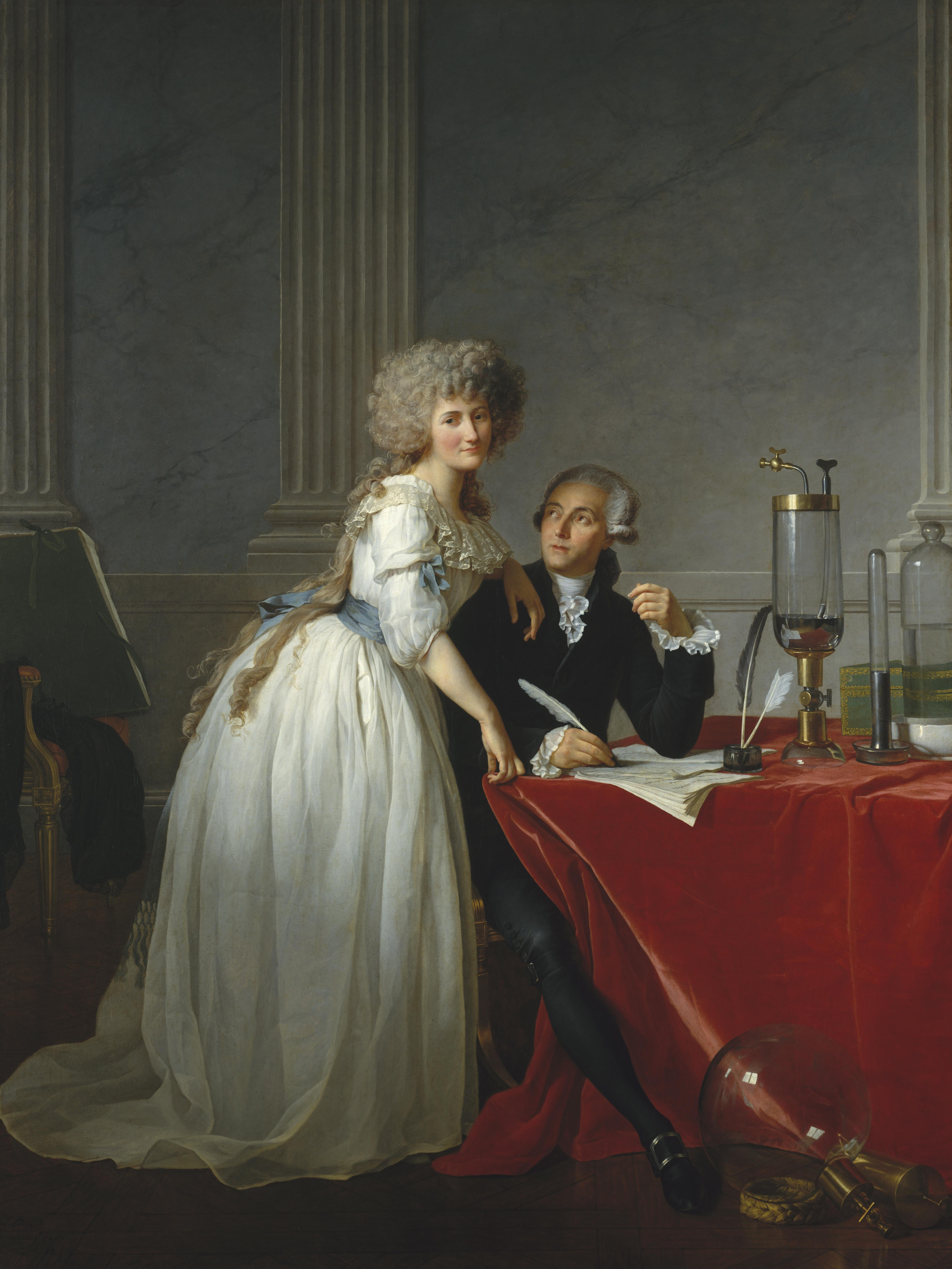
Lavoisier et son épouse en 1788,
portrait par David, Metropolitan Museum of Art (New York).

Une ordonnance royale du 22 janvier 1840 autorisa Léon de Chazelles à ouvrir, sur des terrains lui appartenant et qui dépendaient de l'ancien hôtel du comte de Rumford, deux rues perpendiculaires :
« M. Léon de Chazelles est autorisé à ouvrir à ses frais sur des terrains qui lui appartiennent dans la ville de Paris, deux rues destinées à communiquer, l'une de la rue d'Anjou à la rue d'Astorg, l'autre à celle de la Pépinière. Les alignements de ces deux voies publiques sont arrêtés suivant le tracé des lignes noires sur les plans, et conformément aux procès-verbaux des points de repère, d'après lesquels la largeur de l'une est fixée à 12 mètres, et celle de la seconde 15 mètres chacune dans son parcours.
Art. 2. L'autorisation ci-dessus accordée ne profitera à M. de Chazelles qu'à la charge par lui de remplir les clauses et conditions insérées dans la délibération du Conseil municipal de Paris du 16 août 1839. »
Ainsi,
- la première rue, entre la rue d'Anjou et la rue d'Astorg reçut le nom de « rue Lavoisier » en vertu d'une décision royale du 29 avril 1840 ;
- la seconde, entre cette dernière rue et la rue de la Pépinière, fut nommée, toujours par décision royale du 29 avril 1840, « rue Rumford » en l'honneur de Benjamin Thompson (1753-1814), comte de Rumford, savant américain anobli par l'électeur Charles Théodore de Bavière, qui s'était établi à Paris en 1804 et qui avait épousé en 1805 Marie-Anne Pierrette Paulze (1758-1836), veuve de Lavoisier[1]. Sa largeur fut fixée à 15 mètres.

En réalité, les deux voies avaient été ouvertes sans autorisation dès 1838.
Alfred de Musset habitait rue Rumford en 1851 (no 11). Cette voie fut supprimée en 1854 lors du percement du boulevard Malesherbes.

## Bâtiments remarquables et lieux de mémoire

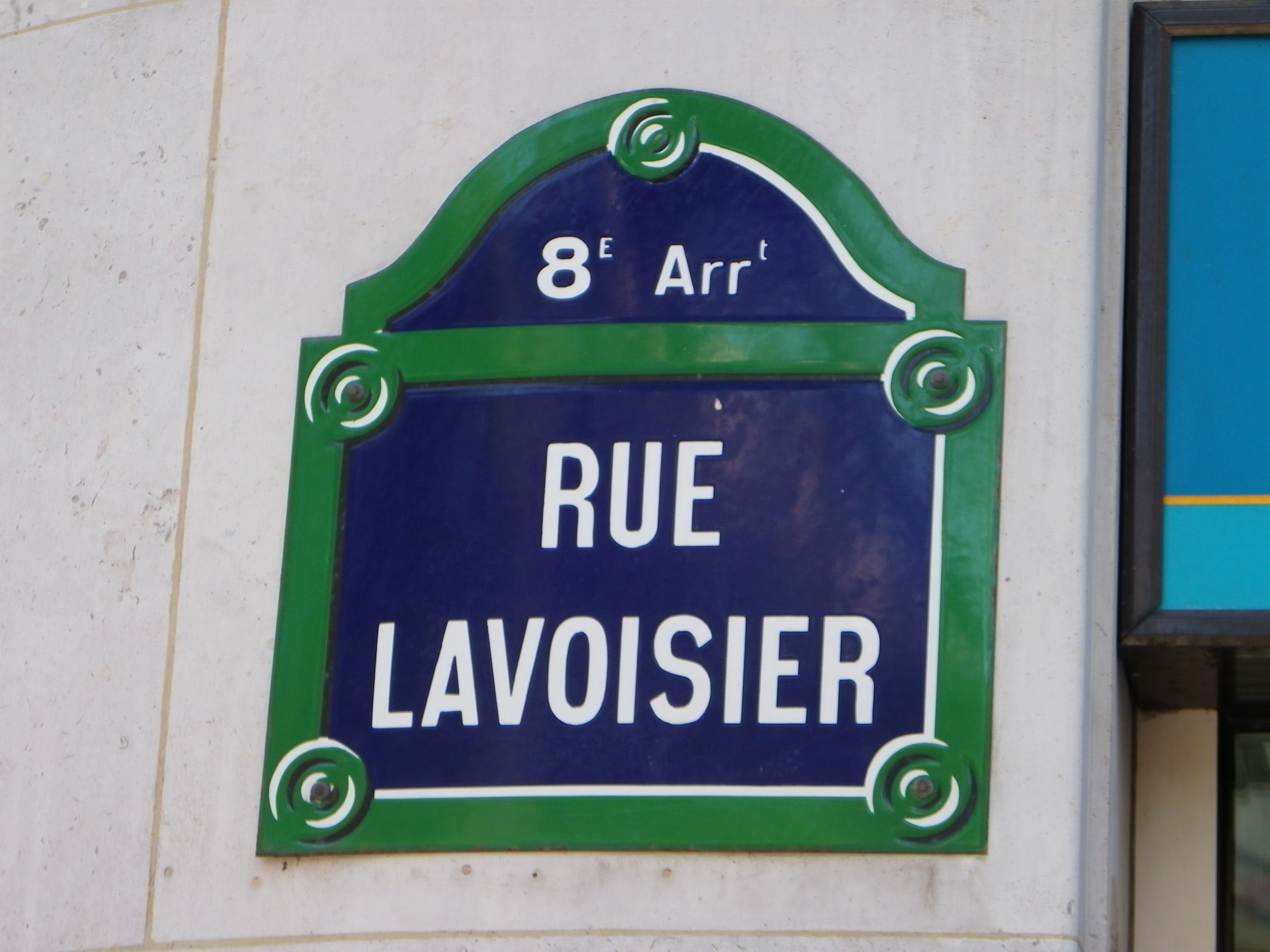
Plaque de la rue Lavoisier à Paris

- No 3 (ancien) : Alexandre Lenoir, fondateur du Musée des monuments français, y est mort le 11 juin 1839. L'actrice Mademoiselle Mars y est morte le 20 mars 1847.
- N°4 (ancien) : Edouard Manet partage, à partir de 1856, avec Albert de Balleroy un atelier. Il le quitte en 1859 ou 1860, probablement à la suite du décès de son aide (l'enfant aux cerises). Y fut peint Le buveur d'absinthe.
- No 6 bis : appartement des Mourousi. Yves Mourousi, célèbre présentateur du 13h de TF1, y est décédé en 1998.
- No 12 : Charles Franconi y a vécu[2].
- No 19 (ancien) : l'ambassadeur des États-Unis en France Lewis Cass y résida, puis son successeur William Rufus DeVane King (1844-1845)[3].
- No 22 (ancien) : l'amiral Duperré, pair de France et trois fois ministre de la Marine, y est mort le 2 novembre 1846. L'architecte Édouard-Charles Weyland y est mort en 1892.

## Sources
- Napoléon Chaix, Paris guide, 1807, Librairie internationale.
- Jacques Hillairet, Dictionnaire historique des rues de Paris, Paris, Les Éditions de minuit, 1972, 1985, 1991, 1997, etc. (1re éd. 1960), 1 476 p., 2 vol.  [détail des éditions] (ISBN 2-7073-1054-9, OCLC 466966117).
- * Félix et Louis Lazare, Dictionnaire administratif et historique des rues de Paris et de ses monuments, Paris, Imprimerie de Vinchon, 1844-1849 (lire en ligne), p.369.
- Félix de Rochegude, Promenades dans toutes les rues de Paris : VIIIe arrondissement, Paris, Hachette, 1910 (lire en ligne).